# 軍艦じゃんけん
軍艦じゃんけん（ぐんかんじゃんけん）は、じゃんけんから派生した遊び。別名「軍艦」、「戦争」など。

## ルール

### 基本ルール
様々なローカルルールが存在するが、以下は基本的なルールの紹介である。
- 二人で遊ぶ。
- 手の構成はじゃんけんと同じ。ただし、グーは「軍艦」、チョキは「沈没」、パーは「破裂」と呼ぶ（ローカルバリエーション多数）。
- まずは親決めのじゃんけん。「せーんーそ！（戦争）」「ぐーんーかん！（軍艦）」のかけ声（ローカルバリエーション多数）とともに、じゃんけんを行う。どちらかが勝つまで行い（あいこでもかけ声は変わらない）、勝った方が親となる。親はかけ声を担当する。
- 親は「軍艦」「沈没」「破裂」のうち任意の手をかけ声とともに3回出す。子も親のかけ声に合わせて任意の手を3回出す。これが1セットであり、以降繰り返される。ただし、1セット内の1回目と2回目の手は同じ。また、2セット目以降の1・2回目の手は、一つ前のセットの3回目の手と同じ。
かけ声の例1:「せーんーそ!」→「軍艦、軍艦、沈没!」→「沈没、沈没、破裂!」→……
  - 1セット内の1・2回目の手が異なることを認めるバリエーションもある。
かけ声の例2:「せーんーそ!」→「軍艦、軍艦、沈没!」→「沈没、破裂、沈没!」→……
- 1セット内の3回目の手で勝敗を競う。
- 勝敗のつけかたには様々なバリエーションが存在する。下記はその例。
例1:親が3回目の手で子に勝つと、そのまま続行。親が3回目の手で子に負けると、次セットから親子が交代。3回目の手で親と子が同じ手を出すと、親の勝利でゲーム終了（点数先取制の場合、親が1得点）。
例2:親が3回目の手で子と同じ手を出すと、そのまま続行。親が3回目の手で子に負けると、次セットから親子が交代。3回目の手で親が子に勝つと、親の勝利でゲーム終了（点数先取制の場合、親が1得点）。
例3:親が3回目の手で子に負けると、次セットから親子が交代。親が3回目の手で子に勝つか同じ手を出すと、親が1得点（このルールの場合、点数先取制にしないとすぐにゲームが終了してしまう）。
- 上記の内容以外にも、「せーんーそ」の掛け声で、どちらかが勝つまでじゃんけんをし、勝った側が掛け声をかけ、3連続であいこになれば勝ち（あいこになった際の掛け声は、1回目が「一本取って◯◯」◯には軍艦、沈没、破裂、のどれかを入れる。2回目が「にー本とって◯◯」。3回目が「3本とって勝利」という。）というものもある。

もし、2回目であいこでは無くなってしまったら、その時点で勝っている側が「軍艦、軍艦、破裂！」などのように声をかけ、続ける。
声を掛けている側がまた、相手とあいこになった場合は「一本とって〇〇」という掛け声で3回連続であいこになるまで続ける。

### 遊び方
以下は代表的な遊び方のバリエーションの一つである。
- 二人で向かい合い、互いにじゃんけんをしない方の手を繋ぐ。
- 親が1セット取ると、次のセットで親は「一本とって…」と言いながら、相手の繋いでいる方の手の甲を自分の繋いでいない方の手で平手打ちする。かけ声は「一本とって（任意の手）!」となり、そのまま次のセットへと続く。
- 平手打ちではなく、手を繋がずに握手のような形で、お互いにハイタッチする様なルールもある。
かけ声の例3:……→「沈没、沈没、破裂!」→「一本とって軍艦!」→「軍艦、軍艦、破裂!」→……
かけ声の例4:……→「沈没、沈没、破裂!」→「一本とって軍艦!」→「一本とって沈没!」→……
  - 2得点目以降のかけ声が次のようになる場合もある。
かけ声の例5:……→「沈没、沈没、破裂!」→「一本とって軍艦!」→「二本とって沈没!」→……
- 勝敗のつけ方はいろいろあるが、以下は3点先取制として上記例3を応用して遊んだ場合。
例4:親が3回目の手で子に負けると、次セットから親子が交代。親が3回目の手で子に勝つか同じ手を出すと、親が「一本とって」と言いながら子の手を叩きつつ1得点。どちらかが3点先取するとゲーム終了。
  - どちらかが痛くなって降参するまで続ける方法もある。
  - チョキ→チョップかしっぺ　グー→げんこつだが軽く　パー→軽く張り手
  - このルールを使った「おやじ」と呼ばれるものもある。
    - グーは「ゲンコ」、チョキは「目潰し」、パーは「ビンタ」と呼ぶ

## バリエーション
地域によって以下の例のようなバリエーションがある。

### 手の呼び名
- グー→軍艦、グアム、アメリカ
- チョキ→朝鮮、沈没、チェス、艦長、長官、チビス、チョビス、チマ、ピストル、ピストン、中国
- パー→ハワイ、破裂、パラグアイ、ロシア

### 最初のじゃんけんのかけ声
- 「軍艦じゃんけんほーい」
- 「軍艦おおたらええのにな」（大阪府松原市）
- 「せーんーそ（戦争）」(東京都、千葉県、茨城県、神奈川県、宮城県)
- 「ぐーんーかん（軍艦）」
- 「戦争しーましょ」
- 「ぽーちけた」※北関東で標準的
- 「にっしんちょいな」
- 「ちっけった」
- 「ちーけーた」
- 「ちっけった、あーれっしょ」
- 「ちーけたほい」
- 「ちーらっせ」
- 「じっけった」
- 「じーげっぴ」
- 「おっちゃんちっ」(朝鮮語の「オッチョンジー(どんな訳だ)」が変化していった可能性あり)
- 「ハーワーイ」
- 「デンジャラス」
- 「ハワイじゃーんけん」
- 「朝鮮行ってパン買って軍艦乗って帰ってきた」
- 「朝鮮人がパン食って軍艦乗って ホイッ」
- 「朝鮮人が軍艦乗ってハワイ行って沈没」
- 「にっちゅうーだー（日中だぁ？）」
- 「ドンじゃんけんぽい」
- 「ポンジャケ　ポン」
- 「ポンスケ  ポン」（埼玉県浦和市）
- 「ポンチキポン」
- 「ポンチケポン」
- 「日清　チャイナ」
- 「いっすんしょ」
- 「軍艦ジャス」
- 「ドラドラ生の！ぱんちんけラス浦二A」
- 「ドンチョ」
- 「ドンシャ」
- 「インジャーホイ」
- 「ハイキング」
- 「ポークじゃんけん」
- 「とんでけほい」（埼玉県）
- 「ギシケン　ギシ！」（岩手県沿岸北部）

## 歴史
戦時中に始まった遊びと思われるが、始まりの由来については不明である。
2010年代中頃にも、一部の子供達の間で遊ばれているのが確認されている。現在では主に一部の小学校の児童の間などで遊ばれている。